# Saint-Genès-de-Lombaud
Saint-Genès-de-Lombaud – miejscowość i gmina we Francji, w regionie Nowa Akwitania, w departamencie Żyronda. Nazwa miejscowości pochodzi od imienia św. Genezjusza.
Według danych na rok 1990 gminę zamieszkiwało 205 osób, a gęstość zaludnienia wynosiła 33 osoby/km² (wśród 2290 gmin Akwitanii Saint-Genès-de-Lombaud plasuje się na 972. miejscu pod względem liczby ludności, natomiast pod względem powierzchni na miejscu 1342.).